# Živa Klemenčič
Živa Klemenčič, slovenska biatlonka, * 7. januar 2001, Kranj.
Klemenčič je za Slovenijo nastopila na zimskih olimpijskih igrah leta 2022 v Pekingu. Najboljšo uvrstitev je dosegla z 20. mestom v mešani štafeti, posamično pa s 64. mestom na 15 km. Prvič je nastopila na svetovnih prvenstvih leta 2021, ko je najboljšo uvrstitev dosegla s 16. mestom v mešani štafeti, posamično pa s 55. mestom v tekmi s skupinskim štartom.
Tudi njena sestrična Polona je biatlonka.